# 沙頭角巴士總站
沙頭角巴士總站（英語：Sha Tau Kok Bus Terminus）是位於香港新界北區沙頭角禁區的巴士總站。位於順隆街沙頭角消防局對出。現時有4條巴士路線及1條小巴路線以此處為總站，曾為香港境內最北端之巴士總站（此地位由2017年5月15日起被新設的打鼓嶺（松園下）巴士總站代替）。

## 歷史
- 1973年7月16日：九巴重組路線編號後78線投入服務。
- 1983年8月14日：78線更改名稱為78K線。
- 2019年10月14日：九巴277A線投入服務。
- 2021年10月18日：第二代78線投入服務
- 2021年11月30日：九巴N78線投入服務。
- 2024年1月1日：九巴78S線投入服務。

## 總站路線資料

### 九龍巴士78線
- 沙頭角 → 太平
- 由九巴營運，提供單向往粉嶺站及太平邨的巴士服務，於2021年10月18日開始提供服務。

### 九龍巴士78K線
- 太平 ↔ 沙頭角
- 沙頭角 → 粉嶺（華明）
- 未找到該路綫的special2資料，請複查Module:香港巴士/klnt。

由九龍巴士營運的一條路線，歷史悠久，提供上水、彩園邨、港鐵粉嶺站、聯和墟往來孔嶺、沙頭角的巴士服務。1973年7月16日起重組路線編號改稱78；再於1983年8月14日配合當時的九廣東鐵全面電氣化更改名稱為78K。

### 九龍巴士78S線
- 上水 ↔ 沙頭角

由九龍巴士營運的一條路線，於2024年1月1日為配合沙頭角第二期開放計劃開始提供服務，起訖點與走線跟78K線相同，但沙頭角公路只停少數中途站而不經聯和墟巴士總站及聯和墟內街，只於每日上午非繁忙時間及下午繁忙時間分別提供去程及回程服務。

### 九龍巴士N78線
- 上水 ↔ 沙頭角

由九龍巴士營運的一條路線，提供上水、彩園邨、港鐵粉嶺站、聯和墟往來皇后山邨、孔嶺、沙頭角的通宵巴士服務。於2021年11月30日起投入服務。只在每天深宵於上水開出2班及每天深宵於沙頭角開2班。

### 九龍巴士277A線
- 沙頭角 ↔ 藍田站

由九巴營運，提供沙頭角、坪輋、皇后山、粉嶺往來九龍灣、觀塘，於2019年10月14日開始提供服務。

### 新界區專線小巴55K線
- 上水站 ↔ 沙頭角

提供港鐵上水站、馬會道及聯和墟往來孔嶺及沙頭角的專線小巴服務，前身為55。於1984年投入服務。

## 鄰近地點
| - 沙頭角邨 - 沙頭角管制站 |  | - 沙頭角消防局 - 沙頭角郵政局 |  | - 中英街 - 沙頭角中心學校 |  |  |